# Brewer János
Brewer János (Lőcse, 1640 körül – ?) orvos, nyomdász.

## Élete
Brewer Lőrinc városi tanácsos és nyomdász fia volt. Wittenbergben tanult, hol 1664. október 11-én orvoskén végzett. Lőcsére visszatérve átvette apjának híres könyvnyomtató műhelyét, és orvosi gyakorlata mellett könyvkereskedést is nyitott.

## Munkái
- De vita hominis. Vittebergae, 1661
- De arthritide. Uo. 1663
- De ictero flavo. Uo. 1664
- Trauer und Trostgedanken über den Tod des H. Augustini Lazari. (Leutschau, 1693.)
- Latin verset irt Schneider Konrád orvos-tanár tiszteletére: Leisner Gothofred, Gubernante liberatoris potentissima veritate (Vitteb., 1662)